# Případ užití
V softwarovém a systémovém inženýrství je případ užití (anglicky use case) seznam kroků, který obvykle definuje interakci mezi tzv. rolí (v UML označována jako aktér) a systémem. Za rolí může být člověk nebo externí systém.
V systémovém inženýrství jsou případy užití postaveny na vyšší úroveň než je tomu v softwarovém inženýrství. Podrobné požadavky mohou být zachyceny v diagramech UML, SysML nebo jako smluvní prohlášení.

## Struktura use case

### Martin Fowler
Martin Fowler napsal, 
že neexistuje žádný standardní způsob psaní případů užití – různé formáty dobře fungují v různých případech.
- Název: cíl use case
- Hlavní scénář: číslovaný list kroků; krokem je myšleno prosté konstatování vzájemného působení mezi aktérem a systémem
- Rozšíření: číslovaný list jednotlivých rozšíření

### Alistair Cockburn
Alistair Cockburn popisuje
podrobnější strukturu případu užití. Avšak připouští i zjednodušení, je-li zapotřebí méně detailů.
"Kompletní" šablona případu užití obsahuje následující pole:
- Název
- Cíl (v kontextu)
- Rozsah
- Stupeň (úroveň)
- Zúčastněné strany a zájmy
- Minimální záruky
- Úspěšné záruky
- Spouštěč
- Hlavní scénář
- Rozšíření
- Technologie a seznam dat
- Související informace